# 国情
国情就是区别和特点，就是一个国家与其他国家不同的特殊环境、条件和情况。任何国家都有自己的国情。
国情是由于一个国家或地区在经历了长期历史、文化而积淀下来的。国情在一定时空范围下比较稳定，一定时期的国情必然呈现出相对应的体制和文化。当然，国情时时处在发展变化中，因此也是可以改变的，只是必须经过长时间的发展变化，才能将国情的改变部分持久地稳定下来。值得指出的是，目前学术界对国情的探讨既有客观探究的一面，也有以所谓“国情”为挡箭牌，过分强调本国特色而拒绝世界潮流的保守一面。关键在于“国情”是否被任意解读来达到自己的特有目的。